# Dasychira craniophorina
Dasychira craniophorina är en fjärilsart som beskrevs av Schultze 1934. Dasychira craniophorina ingår i släktet Dasychira och familjen tofsspinnare. Inga underarter finns listade i Catalogue of Life.